# Kim Noorda
Kim Noorda (Amsterdam, 22 aprile 1986) è una modella olandese.

## Carriera
La carriera nel campo della moda di Kim Noorda inizia nel 2003, quando viene notata da un talent scout dell'agenzia Wilma Wakker Model Management. Il suo debutto sulle passerelle avviene nel febbraio 2004 quando sfila a Parigi e Milano per Chanel, Jil Sander, Prada e Miu Miu. Nel 2005 viene scelta come testimonial del profumo Omnia Crystalline di Bvlgari. Negli anni successivi seguiranno numerose altre campagna pubblicitarie importanti come quelle per Emporio Armani (prendendo il posto di Freja Beha), Hugo by Hugo Boss, Salvatore Ferragamo, Sonia Rykiel, Bottega Veneta e Trussardi. Inoltre è comparsa sulle copertine di Vogue (Brasile, Giappone, Russia), Madame Figaro, D La Repubblica delle donne, Marie Claire (Italia), Elle (Paesi Bassi) ed Harper's Bazaar.

## Agenzie
- Wilma Wakker Model Management
- Viva Models - Paris
- Why Not Model Agency
- DNA Model Management